# Tony Harnell
Tony Harnell (San Diego, 18 settembre 1962) è un cantante statunitense.

## Biografia
Da adolescente si è trasferito dalla California per New York, dove si fece parte della sua prima band, a 17 anni.
Nel 1984 è stato introdotto dal produttore Mike Varney alla band norvegese TNT a cui si è unito. 
Harnell ha realizzato tracce per la serie di videogiochi Sonic the Hedgehog. La sua prima traccia per la serie è stata It Doesn't Matter, il tema musicale di Sonic, presente nella colonna sonora di Sonic Adventure, pubblicata nel 1998.
Successivamente, Harnell è tornato nel 2001 per eseguire una versione rifatta del tema di Sonic in Sonic Adventure 2, così come il tema del primo livello del videogioco Escape from the City con Ted Poley. In seguito, nel 2004, Harnell ha eseguito il tema del Team Sonic per Sonic Heroes intitolato We Can, di nuovo con Poley, e nel 2011 è tornato per Sonic Generations per eseguire due nuovi remix di Escape from the City, sempre con Poley.
Nel 2015 è stato membro della band Skid Row.

## Discografia

### Con i TNT
- Knights of the New Thunder (1984)
- Tell No Tales (1987)
- Intuition (1989)
- Realized Fantasies (1992)
- Till Next Time: The Best of TNT (1995)
- Firefly (1997)
- Transistor (1999)
- The Big Bang: The Essential Collection (2003)
- My Religion (2004)
- All the Way to the Sun (2005)